# Шамфор, Себастьен-Рок Никола де
Себастье́н-Рок Никола де Шамфо́р (фр. Sébastien-Roch Nicolas de Chamfort; 6 апреля 1741, Клермон-Ферран — 13 апреля 1794, Париж) — французский писатель, мыслитель, моралист. Известен в первую очередь как автор сборника афоризмов «Максимы и мысли», опубликованного после его смерти.

## Биография
Незаконнорождённый ребёнок, воспитывался приёмными родителями — бакалейщиком Франсуа Никола и его женой Терезой Круазе. Окончил Парижский университет. Писал стихи, комедии, существовал литературными заработками, был известной фигурой в парижских салонах. В 1781 году стал членом Французской Академии.
Приветствовал Великую французскую революцию, участвовал в штурме Бастилии. В 1790—1791 годах был секретарём якобинского клуба. Дружил с Мирабо, писал для него тексты публичных выступлений. В 1792 году назначен директором Национальной библиотеки. В 1793 году был арестован по доносу за неприятие террора, через несколько дней отпущен.
Перед угрозой нового ареста в сентябре 1793 года пытался покончить с собой, врачи его спасли, но через несколько месяцев он скончался от причинённых себе ран (он выстрелил себе в лицо, но пистолет дал сбой, и он не умер, хотя серьёзно ранил себя; затем он несколько раз ударил себя бритвой, но не смог перерезать ни артерию на шее, ни суставы в груди).
Шамфор был масоном и входил в масонскую ложу «Девять сестёр».

## Творчество
Стихи и драматические сочинения Шамфора сегодня практически забыты. Он остался в истории книгой наблюдений и афоризмов «Максимы и мысли, характеры и анекдоты», изданной после его смерти одним из друзей (1795). В отличие от Монтеня, Ларошфуко, Лабрюйера он утверждал, что человек изменяется под влиянием общественного строя, при котором живёт.
Он придумал название для брошюры аббата Сийеса: «Qu’est ce que le tiers-état?» («Что такое третье сословие?», янв. 1789).

## Влияние
Труды Шамфора оказали влияние на развитие немецкого романтизма. В Германии первое издание его книги восторженно принял Фридрих Шлегель, сказавший, что в своём жанре произведение Шамфора занимает первое место.
На русский язык избранные изречения Шамфора переводились с конца XVIII века, их часто цитировали П. А. Вяземский, А. И. Тургенев. Шамфор, был представлен в библиотеке Пушкина полным собранием своих сочинений. Как свидетельствует князь Вяземский (сын пушкинского друга), «он (то есть Пушкин) постоянно давал мне наставления об обращении с женщинами, приправляя свои нравоучения циническими цитатами из Шамфора». В списке авторов, которых читает Евгений Онегин, есть и Шамфор. (Глава VIII. Строфа XXXV).
Глубоко повлиял на последующую европейскую и американскую афористику от Амброза Бирса и Ницше до Чорана и Николаса Гомеса Давилы.

## Публикации на русском языке
- Максимы и мысли. Характеры и анекдоты. М.: Наука, 1966 (Литературные памятники)
- Ф. де Ларошфуко. Максимы. Ж. де Лабрюйер. Характеры, или Нравы нынешнего века. Ш. де Сен-Дени де Сент-Эвремон. Избранные беседы. Л. де Клапье де Вовенарг. Введение в познание человеческого разума. Размышления и максимы. С.-Р. Н. Шамфор. Максимы и мысли. М.: АСТ, 2004 (Пушкинская библиотека)
- Максимы и мысли. Характеры и анекдоты/ Изд. подготовлено С. Н. Искюлем. СПб: Изд-во Міръ, 2007